# 尤里察·耶尔科维奇
尤里察·“尤雷”·耶尔科维奇（1950年2月25日—2019年6月3日），克罗地亚足球运动员，司职攻击型中场。他曾代表南斯拉夫国家足球队参加1974年国际足联世界杯和1982年国际足联世界杯。

## 荣誉

### 俱乐部
Hajduk Split
- 南斯拉夫第一联赛（3）：1971年，1974年，1975年
- 南斯拉夫杯（5）：1972年，1973年，1974年，1976年，1977年

苏黎世足球俱乐部
- 瑞士超级联赛（1）：1981年
- 瑞士联赛杯（1）：1981年

### 个人
- Sportske novosti Yellow Shirt奖 （2）：1971年，1976年
- 瑞士外籍足球先生（3）：1979年，1982年，1983年